# The Last Kingdom
Production
Diffusion
Chronologie
The Last Kingdom : Sept rois doivent mourir
The Last Kingdom est une série télévisée britannique, diffusée d'abord à partir du 10 octobre 2015 sur BBC America aux États-Unis et à partir du 22 octobre sur BBC Two au Royaume-Uni. La deuxième saison a été coproduite par la BBC et Netflix. Netflix est devenu le seul diffuseur depuis la troisième saison. Il s'agit de l'adaptation des romans historiques Les Histoires saxonnes de Bernard Cornwell.
En Belgique, la série est diffusée depuis le 5 mars 2017 sur La Deux et en France sur Numéro 23. Au Canada, elle est disponible sur Netflix dans les deux langues officielles du pays. Elle reste encore inédite dans les autres pays francophones.
Le film The Last Kingdom : Sept rois doivent mourir (2023) sert de conclusion à la série.

## Synopsis
À la fin du IXe siècle, ce qu'on appelle aujourd'hui l'Angleterre est constituée de plusieurs royaumes. Les terres anglo-saxonnes sont attaquées et régies par les Danois.
Uhtred de Bebbanburg est le fils orphelin d'un noble saxon. Kidnappé par les Scandinaves et élevé parmi eux, il doit sans cesse choisir entre le royaume de ses origines et le peuple qui l'a vu grandir.

## Distribution

### Acteurs principaux
- Alexander Dreymon (VF : Damien Ferrette) : Uhtred de Bebbanburg
- Emily Cox (VF : Camille Lamache) : Brida
- Eliza Butterworth (en) (VF : Claire Beaudoin) : Ælswith (saisons 2 à 5, récurrente saison 1)
- Eva Birthistle (VF : Géraldine Ulmann puis Marie Bouvet) : Hild (saisons 2 à 5, récurrente saison 1)
- Mark Rowley (VF : Loïc Guingand) : Finan (saisons 2 à 5)
- Cavan Clerkin (en) (VF : Éric Marchal) : le Père Pyrlig (saisons 2 à 5)
- Arnas Fedaravičius (VF : Benjamin Bollen) : Sihtric (saisons 2 à 5)
- Jeppe Beck Laursen (VF : Mathieu Rivolier) : Haesten (saisons 2 à 5)
- Millie Brady (VF : Joséphine Ropion) : Æthelflæd (saisons 2 à 5)
- James Northcote (en) (VF : Patrick Chaine) : Aldhelm (saisons 2 à 5)
- Ewan Mitchell (VF : Maxime Baudouin) : Osferth (saisons 2 à 5)
- Simon Stenspil (VF : Arnaud Arbessier) : Dagfinn (saisons 2 à 5)
- Timothy Innes (VF : Enzo Ratsito) : Édouard l'Ancien (saisons 3 à 5)
- Adrian Schiller (VF : Gabriel Le Doze) : Æthelhelm (saisons 3 à 5)
- Richard Dillane (VF : Alexis Victor) : Ludeca  (saisons 4-5)
- Finn Elliot (VF : Tom Trouffier) : Uhtred le Jeune (saisons 4-5)
- Ruby Hartley (VF : Emmylou Homs) : Stiorra (saisons 4-5)
- Dorian Lough (VF : Guillaume Bourboulon) : Burgred (saisons 4-5)
- Stefanie Martini (VF : Léovanie Raud) : Eadith (saisons 4-5)
- Steffan Rhodri : Hywel Dda (saisons 4-5)
- Eysteinn Sigurðarson (VF : Marc Arnaud) : Sigtryggr (saisons 4-5)
- Amelia Clarkson : Ælfflæd (saisons 4-5, récurrente saison 3)
- Harry Gilby : Æthelstan (depuis la saison 5)

### Anciens acteurs principaux
- David Dawson (VF : Jean-Marco Montalto) : Alfred, roi du Wessex (saisons 1 à 3)
- Tobias Santelmann (VF : Cédric Dumond) : Ragnar le Jeune (saisons 1 à 3)
- Ian Hart (VF : Patrick Béthune (saisons 1-2) puis Loïc Houdré (saisons 3-4)) : Beocca (saisons 1 à 4)
- Adrian Bower (en) (VF : Gilduin Tissier) : Leofric (saisons 1 et 3)
- Thomas W. Gabrielsson (en) (VF : Bernard Bollet) : Guthrum (saison 1)
- Simon Kunz (VF : Jean-Pascal Quilichini) : Odda l'Ancien (saisons 1 et 2)
- Harry McEntire (en) (VF : Erwan Tostain) : Æthelwold (saisons 1 à 3)
- Rune Temte (VF : Anatole de Bodinat) : Ubba (saison 1)
- Joseph Millson (en) (VF : Xavier Béja) : Ælfric (saisons 1 et 2, 4)
- Brian Vernel (VF : Stéphane Marais) : Odda le Jeune (saison 1)
- Amy Wren (en) (VF : Adeline Moreau) : Mildrith (saison 1)
- Charlie Murphy (VF : Adeline Forlani) : Iseult (saison 1)
- Thure Lindhardt (VF : François Santucci) : Guthred (saison 2)
- Gerard Kearns (VF : Jeff Esperansa) : Halig (saison 2, récurrent saison 1)
- David Schofield (VF : François Barbin) : l'abbé Eadred (en) (saison 2)
- Peri Baumeister (VF : Ludivine Maffren) : Gisela (saisons 2 et 3)
- Peter McDonald (en) (VF : Nicolas Dangoise) : Frère Trew (saison 2)
- Alexandre Willaume (VF : Emmanuel Lemire) : Kjartan (saison 2, récurrent saison 1)
- Julia Bache-Wiig (VF : Lucille Boudonnat) : Thyra (saisons 2 et 3, récurrente saison 1)
- Ole Christoffer Ertvaag (VF : Cédric Lemaire) : Sven (saison 2, récurrent saison 1)
- Björn Bengtsson (VF : Éric Peter) : Sigfrid (saison 2)
- Christian Hillborg (VF : Sylvain Agaësse) : Erik (saison 2)
- Thea Sofie Loch Næss (VF : Youna Noiret) : Skade (saison 3)
- Kevin Eldon (en) (VF : Olivier Chauvel) : Erkenwald (saison 3)
- Toby Regbo (VF : Thomas Guené) : Æthelred, seigneur des Merciens (saison 2 à 4)
- Adrian Bouchet (VF : Thibaut Belfodil) : Steapa (saison 2 à 4)
- Magnus Bruun (VF : Marc Saez) : Cnut (saisons 3 et 4)
- Ola Rapace (VF : Nessym Guetat) : « Cheveux de Sang » (saison 3)
- Jamie Blackley (VF : Adrien Larmande) : Eardwulf (saison 4)
- Nigel Lindsay (VF : Gérard Darier) : Rhodri (saison 4)

### Acteurs récurrents

#### Saison 1
- Matthew Macfadyen (VF : Guillaume Lebon) : Uhtred, père d'Uhtred
- Rutger Hauer (VF : Lionel Tua) : Ravn
- Peter Gantzler (VF : Gilles Morvan) : Ragnar
- Tom Taylor (en) (VF : Fanny Bloc) : Osbert / Uhtred enfant
- Henning Valin Jakobsen (VF : Jean-François Vlérick) : Storri
- Jason Flemyng (VF : Philippe Vincent) : Edmond, roi d'Est-Anglie
- Alec Newman (VF : Damien Boisseau) : Æthelred, roi du Wessex
- Lorcan Cranitch (en) : le père Selbix
- Victor McGuire : Oswald
- Sean Gilder (VF : Hervé Furic) : Wulfhere
- Jonas Malmsjö (en) (VF : Boris Rehlinger) : Skorpa du Cheval blanc
- Nicholas Rowe (VF : William Coryn) : Frère Asser

#### Saison 2
- Richard Rankin (VF : Nicolas Beaucaire) : le Père Hrothweard
- Magnus Samuelsson : Clapa
- Henrik Lundström : Rollo
- Marc Rissmann : Tekil
- Christopher Sciueref : Jonis
- Erik Madsen : Fiske
- Jóhannes Haukur : Sverri
- Oengus MacNamara : Bjorn
- Tibor Milos Krisko : Rypere
- Ingar Helge Gimle : Gelgill

#### Saison 3
- Ed Birch : Sigebriht
- Julia Brown : Ecgwynn
- Ian Conningham : Offa
- Tygo Gernandt (VF : Jim Redler) : Jackdaw
- Jon Furlong (VF : Philippe Peythieu) : Frère Godwin
- Debbie Chazen : Sable
- Anton Saunders : Godric
- Ciáran Owens (VF : Fabrice Fara) : Tidman
- Daniel Tuite : Frère Hubert
- Annamária Bitó : Ælfwynn
- Bernard Cornwell : Beornheard
- Lee Boardman (VF : Simon Volodine) : Guthlac

#### Saison 4
- Caspar Griffiths (VF : Karl-Line Heller) : Æthelstan
- Máté Haumann : Cenr
- Marcell Zsolt Halmy : Ælfweard
- Gabriel Harland : Cnut le jeune
- Tristan Harland : Esga
- Debbie Chazen (VF : Caroline Jacquin) : Sable
- Helena Albright : Ælfwynn
- Anthony Cozens : Aidan
- Kirill Bánfalvi : le fils de Burgred
- Richard Heap : Frère Oswi
- Nicholas Asbury (VF : Laurent Morteau) : Frère Iestyn
- Ossian Perret (VF : Yannick Jaspart) : Wihtgar
- Oscar Skagerberg (VF : John Kokou) : Bjorgulf
- Julia Brown : Ecgwyn
- Antal Leisen : Creoda
- Kimberley Wintle : Taetan

#### Saison 5
- Patrick Robinson (VF : Jean-Paul Pitolin) : le Père Benoît
- Ewan Horrocks (VF : Anthony Carter) : Aelfweard
- Sonya Cassidy : Eadgifu
- Phia Saban (VF : Emmylou Homs) : Aelfwynn
- Harry Anton (VF : Thierry Frémont) : Bresal
- Ryan Quarmby : Cynlaef
- Micki Stoltt : Rognvaldr
- Emili Ackchina : Vibeke, la plus jeune fille de Brida.
- Rob Hallett (VF : Jérôme Rebbot) : le roi Constantin d’Écosse
- Ross Anderson (VF : Gilles Sallé) : Domnal
- Klara Tolnai : la femme de Sihtric
- Ilona Chevakova (VF : Antonella Colapietro) : Ingrith
- Eysteinn Sigurðarson : Sigtryggr
- Jaakko Ohtonen : Wolland, le guerrier de Sigtryggr et son bras droit à Eofrowic

 Source et légende : version française (VF) sur RS Doublage et Doublage Séries Database

## Production

### Développement
En juillet 2014, il est annoncé que la BBC va adapter Les Histoires saxonnes (The Saxon Stories) de Bernard Cornwell en série télévisée. Le tournage de la série commence en novembre de la même année sous la direction de Peter Hoar, Anthony Byrne, Ben Chanan et Nick Murphy, en Hongrie et au Royaume-Uni. La première saison couvre l'histoire des livres Le Dernier Royaume (The Last Kingdom) et Le Quatrième Cavalier (The Pale Horseman).
Bernard Cornwell annonce sur son compte Twitter le renouvellement de la série pour une seconde saison, prévue pour 2017. Stephen Butchard revient en tant que scénariste de la série. Netflix signe un accord partenaire de la co-production de la saison 2. La seconde saison couvre l'histoire des livres Les Seigneurs du Nord (en) (The Lords of the North) et Le Chant de l'épée (en) (Sword Song). Le tournage de la seconde saison débute en juin 2016 à Budapest.
Une troisième saison est annoncée en septembre 2017 pour la fin de l'année 2018. En avril 2018, Alexander Dreymon annonce la production de la saison 3. Cette saison est diffusée seulement sur Netflix au début de l'automne 2018.
Une quatrième saison est annoncée par Alexander Dreymon en décembre 2018.
La saison 4 a été diffusée sur Netflix le 26 avril 2020[réf. nécessaire].
Une cinquième saison est annoncée par Alexander Dreymon en juillet 2020 . Le 30 avril 2021, il est annoncé que celle-ci serait la dernière de la série.

### Attribution des rôles
En septembre 2014, il est annoncé que Alexander Dreymon et David Dawson camperont respectivement les rôles d'Uhtred de Bebbanburg et du Roi Alfred. Le mois suivant, l'acteur Thomas W. Gabrielsson (en) est désigné pour le rôle du danois Guthrum.
En juin 2016, Richard Rankin, Gerard Kearns, Thure Lindhardt, Millie Brady, Erik Madsen et Peter McDonald rejoignent la distribution de la saison 2. Le journal suédois Aftonbladet rapporte que l'acteur Björn Bengtsson et le sportif Magnus Samuelsson rejoignent la saison 2.
L'auteur Bernard Cornwell a été approché afin d'apparaître dans la troisième saison dans un caméo.

### Fiche technique
- Titre original et français : The Last Kingdom
- Création : basé sur Les Histoires saxonnes de Bernard Cornwell
- Réalisation : Nick Murphy, Anthony Byrne, Ben Chanan, Peter Hoar, Jon East, Jamie Donoughue et Richard Senior
- Scénario : Stephen Butchard, Ben Vanstone et Sophie Petzal
- Direction artistique : Nick Blanche, Géza Kerti et Zsuzsanna Borvendég
- Décors : Adam Polgar
- Costumes : Ros Little, Nina Ayres et Ralph Wheeler-Holes
- Photographie : Chas Bain
- Montage : Paul Knight, Catherine Creed, Kim Gaster, Sarah Brewerton, Tim Murrell et Mike Phillips
- Effets visuels : BlueBolt[24]
- Musique : John Lunn et Eivør Pálsdóttir
- Production : Chrissy Skinns, Dominic Barlow et Liz Trubridge
  - Production exécutive : Stephen Butchard, Nigel Marchant, Gareth Neame et Elizabeth Kilgarriff
- Sociétés de production : Carnival Films
- Sociétés de distribution :
  - BBC Two ( Royaume-Uni)
  - BBC America ( États-Unis)
  - BBC First ( Pays-Bas)
  - La Deux ( Belgique)
  - Numéro 23 ( France)
  - Netflix ( Monde)
- Pays d’origine :  Royaume-Uni
- Langue originale : anglais
- Format : couleur - 16:9 - son Stereo
- Genre : Drame historique et d'aventures[25],[26],[27],[28]
- Durée : 58 minutes

 Sauf indication contraire, les informations mentionnées dans cette section peuvent être confirmées par la base de données cinématographiques IMDb,  présente dans la section « Liens externes ».

## Univers de la série

### Lieux de tournage
La série a été tournée :
- En Hongrie dans les studios Korda, les collines de Dobogókő (hu),
- Au Pays de Galles
- En Angleterre dans le comté de Durham à Nose's Point située à proximité de Seaham

### Lieux
- Royaume de Wessex

La Grande-Bretagne vers 802.

L'Angleterre en 878.

  - Wintanceaster (Winchester) : capitale du Wessex
  - Wiltun (Wilton) : lieu de négociation avec Euba
  - Liscumb (en) (Lyscombe) : domaine de Mildrith
  - Werham (Wareham) : forteresse prise par Guthrum et Ragnar le jeune
  - Colline de Cynuit (Cynwit Hill) : lieu de la bataille de Cynuit
  - Holeenhyrst (Holdenhurst)
  - Athelineae (Athelney) : fort où le roi Alfred se rend après la prise de Winchester par les Danois
  - Ethandun (Edington) : lieu de la bataille d'Ethandun
  - Comté de Cornwall (Cornouailles)
    - le fleuve Tamar (frontière entre Wessex et Cornwalum)
    - pillages de villages par Uhtred et Leofric

  - Comté du Devonshire
    - Exanceaster (Exeter)
- Royaume de Mercie
  - Oxnaforda (Oxford) : lieu de forge de l'épée d'Uhtred
  - Lundene (Londres)
  - Tettenhall : lieu de la bataille de Tettenhall
- Royaume de Northumbrie
  - Bebbanburgh (Bamburgh) : ville natale d'Uhtred
  - Dunholm (Durham) : forteresse de Kjartan puis de Ragnar le jeune
  - Eoferwic (York) : capitale de Northumbrie
- Royaume d'Est-Anglie
  - Beodericedwordie (Bury St Edmunds)
  - Beamfloet (Benfleet)

Note : Les lieux cités ci-dessus sont écrits en anglo-saxon.

## Épisodes
| Saison | Nombre d'épisodes | / Diffusion originale | / Diffusion originale | / Diffusion originale | / Diffusion originale | Audience moyenne (en millions) | Audience moyenne (en millions) | Audience moyenne (en millions) |
| Saison | Nombre d'épisodes | Année                 | Jour et heure         | Début de saison       | Fin de saison         | Première                       | Finale                         | Moyenne                        |
| ------ | ----------------- | --------------------- | --------------------- | --------------------- | --------------------- | ------------------------------ | ------------------------------ | ------------------------------ |
| 1      | 8                 | 2015                  | samedi                | 10 octobre 2015       | 28 novembre 2015      | 2,02                           | 1,65                           | 1,65                           |
| 2      | 8                 | 2017                  | jeudi - 22 h          | 13 mars 2017          | 4 mai 2017            | 1,60                           | indéterminé                    | indéterminé                    |
| 3      | 10                | 2018                  | -                     | 19 novembre 2018      | 19 novembre 2018      | indéterminé                    | indéterminé                    | indéterminé                    |
| 4      | 10                | 2020                  | -                     | 26 avril 2020         | 26 avril 2020         | indéterminé                    | indéterminé                    | indéterminé                    |
| 5      | 10                | 2022                  | -                     | 9 mars 2022           | 9 mars 2022           | indéterminé                    | indéterminé                    | indéterminé                    |

### Saison 1 (2015)
| # | Titre                 | Réalisation      | Scénario         | Audiences (millions) | Première diffusion                                           |
| --- | --------------------- | ---------------- | ---------------- | -------------------- | ------------------------------------------------------------ |
| 1 | Uhtred, fils d'Uhtred | Nick Murphy (en) | Stephen Butchard | 2,02                 | États-Unis : 10 octobre 2015 Royaume-Uni : 22 octobre 2015   |
| En 866, le fils aîné du seigneur saxon de Bebbanburg voit arriver des drakkars et est tué par le jarl danois Ragnar. Le roi de Bebbanburg décide de renommer son plus jeune fils Uhtred, du nom de son frère, et le père Beocca le rebatipse. Lors d'une bataille, le seigneur est tué et son fils kidnappé pour servir d'esclave dans le clan de Ragnar. Il est élevé comme un Danois. Mais quand Ragnar est tué, Uhtred décide de partir retrouver ses terres... |                       |                  |                  |                      |                                                              |
| 2 | Le Royaume de Wessex  | Nick Murphy (en) | Stephen Butchard | 1,54                 | États-Unis : 17 octobre 2015 Royaume-Uni : 29 octobre 2015   |
| Venu proclamer aux portes de Bebbanburg qu'il récupérerait son bien, Uhtred est pris en chasse par son oncle Alferic. Accompagné de Brida, il veut raconter à Ubba ce qui est arrivé à Ragnar, son père adoptif mort assassiné, quand il apprend la rumeur qui court déjà : ce serait lui, Uhtred, qui l'aurait tué. Ubba croyant la rumeur, ce sont deux camps qui veulent la mort d'Uhtred. Brida veut se tourner vers Ragnar le Jeune, mais Uhtred l'en dissuade et l'emmène dans le Wessex le dernier royaume anglais indépendant, où il pense trouver de l'aide auprès du roi Aethelred et de son frère Alfred, à Winchester. Mais Alfred se méfie des informations d'Uhtred sur l’attaque imminente des Vikings. Il conseille à Aethelred de l'emprisonner. |                       |                  |                  |                      |                                                              |
| 3 | Serment d'allégeance  | Anthony Byrne    | Stephen Butchard | 1,58                 | États-Unis : 24 octobre 2015 Royaume-Uni : 5 novembre 2015   |
| Les indications d'Uhtred ont permis aux hommes du Wessex de défaire les troupes de Guthrum, mais le roi Aethelred, blessé au cours de la bataille, succombe. Selon son souhait, ce n'est pas son fils Aethelwold, mais son frère Alfred qui est sacré roi. C e dernier entend signer un traité de paix avec les Danois. Si Uhtred veut être reconnu comme un seigneur et vivre comme tel, il lui faut assister le roi lors des négociations de paix. |                       |                  |                  |                      |                                                              |
| 4 | Gages de loyauté      | Anthony Byrne    | Stephen Butchard | 1,60                 | États-Unis : 31 octobre 2015 Royaume-Uni : 12 novembre 2015  |
| Pour éprouver la loyauté d'Uhtred, Alfred lui a donné Mildrith en mariage, et avec elle une dette de 2000 shillings à rembourser à l'Eglise. Quand Uhtred le découvre, il en veut à Alfred. Mildrith tombe enceinte. Mais les Danois violent le traité de paix en revenant dans le Wessex prendre la forteresse de Werham, première étape de leur stratégie de reconquête. Uhtred est envoyé par Alfred dans la forteresse comme otage saxon pour garantir une trêve. En réalité, il jouera les espions. |                       |                  |                  |                      |                                                              |
| 5 | La justice de Dieu    | Ben Chanan       | Stephen Butchard | 1,60                 | États-Unis : 7 novembre 2015 Royaume-Uni : 19 novembre 2015  |
| En volant au secours de Mildrith, qui aurait été enlevée, Uhtred se retrouve impliqué dans la grande bataille de Cynuit. Il finira par vaincre de façon héroïque un ennemi redoutable. Mais lorsque Odda le Jeune lui vole sa victoire, Uhtred laisse éclater sa colère et se voit contraint par Alfred à une rude pénitence... |                       |                  |                  |                      |                                                              |
| 6 | La reine de l'ombre   | Ben Chanan       | Stephen Butchard | 1,55                 | États-Unis : 14 novembre 2015 Royaume-Uni : 26 novembre 2015 |
| Uhtred et Leofric partent dans le Cornwall avec des combattants déguisés en Danois pour recouvrer fortune et indépendance. Tandis qu'ils jouent les mercenaires pour le roi Peradur, qui les paie pour attaquer un fort voisin tenu par Skorpa et ses Vikings, Uhtred attire l'attention d'une belle reine païenne. Mais il doit rentrer dans le Wessex et braver la colère d'Alfred... |                       |                  |                  |                      |                                                              |
| 7 | Les marais            | Peter Hoar       | Stephen Butchard | 1,54                 | États-Unis : 21 novembre 2015 Royaume-Uni : 3 décembre 2015  |
| L'invasion du Wessex par les Danois contraint Uhtred à se cacher dans les marais avec Alfred. Le Wessex étant perdu et l'enfant d'Alfred se trouvant entre la vie et la mort, un lien finit par se créer entre les deux hommes... |                       |                  |                  |                      |                                                              |
| 8 | A la vie à la mort    | Peter Hoar       | Stephen Butchard | 1,65                 | États-Unis : 28 novembre 2015 Royaume-Uni : 10 décembre 2015 |
| A la ferme de Mildrith, saccagée, l'épouse d'Uhtred est introuvable, et celui-ci y découvre la tombe de son fils. Son chagrin le rapproche d'Iseult, qui se croit responsable, à cause de la magie qu'elle a pratiquée sur le fils du roi. Chez le vieil Oddast (chez qui vit Mildrith), il se révèle que son fils Odda le Jeune a trahi pour rejoindre Skorpa. Uhtred affronte Odda et échappe de peu à la mort. Le fils subit la vengeance de la main de son propre père. |                       |                  |                  |                      |                                                              |
| |                       |                  |                  |                      |                                                              |

### Saison 2 (2017)
| # | Titre                     | Réalisation          | Scénario         | Audiences (millions) | Première diffusion          |
| --- | ------------------------- | -------------------- | ---------------- | -------------------- | --------------------------- |
| 1 | Un nouvel espoir          | Peter Hoar           | Stephen Butchard | 1,60                 | Royaume-Uni : 16 mars 2017  |
| L'intrépide guerrier Uhtred entame son périple vers le nord pour accomplir son destin : venger la mort du comte Ragnar et reconquérir ses terres ancestrales de Bebbanburg. Alfred est toujours plus convaincu de son projet d'unification de l'Angleterre, et a des vues sur les terres du Nord, tombées sous le joug des sauvages. Alfred prend sous son aile un nouveau roi, un Danois chrétien, Guthred, pour étendre son influence au-delà du Wessex. Ce roi a été réduit en esclavage, et Uhtred s'embarque dans une mission de sauvetage qui l'amène face à un vieil ennemi.                                                                                            |                           |                      |                  |                      |                             |
| 2 | Jeux de pouvoir           | Peter Hoar           | Stephen Butchard | indéterminé          | Royaume-Uni : 23 mars 2017  |
| Quand des espions infiltrent l'armée du Cumberland, Uhtred doit compter sur ses troupes pour le sauver d'une attaque périlleuse. Il reprend l'habit du cavalier mort une fois de plus, alors que la soif de vengeance de Kjartan est plus forte que jamais. Hild fait son introspection et envisage d'échanger sa vie de nonne pour celle de guerrière, et les efforts de Guthred pour mettre en œuvre les tactiques conciliantes d'Alfred se retournent contre lui quand son indécision et son manque de dureté mettent à mal la position des Saxons. Alors que Uhtred et Gisela se rapprochent, les ennemis d'Uhtred surgissent et ce dernier subit une terrible trahison... |                           |                      |                  |                      |                             |
| 3 | Soumission                | Jon East             | Ben Vanstone     | indéterminé          | Royaume-Uni : 30 mars 2017  |
| Uhtred est fait esclave sur un navire et Hild et Ragnar partent en mission pour le sauver, mais le temps joue contre eux. Les seigneurs du Nord se rassemblent à Eoferwic, et Guthred regrette d'avoir été clément. Gisela refuse d'être un pion de l'échiquier politique, alors que Aelfric pourchasse Uhtred et s'allie à un vieil adversaire afin de le tuer pour de bon. Alfred décide de forger une alliance politique et informe Aetheflaed de son devoir pendant qu'il lui cherche des prétendants. Halig paie cher son acte de bravoure, et Uhtred s'en trouve mis à mal                                                                                               |                           |                      |                  |                      |                             |
| 4 | Le Grand jour             | Jon East             | Sophie Petzal    | indéterminé          | Royaume-Uni : 6 avril 2017  |
| Sous les ordres d'Alfred, Uhtred doit débarrasser la Northumbrie des frères guerriers Erik et Sigefrid, mais Ragnar est libre, à présent, et souhaite faire payer à Kjartan la mort de sa famille. Uhtred saura-t-il aider son frère sans faillir au roi ? Uhtred et Gisela se font une promesse avant que ce dernier fasse route vers le nord et confronte Guthred, responsable de son emprisonnement et de la mort de Halig. Finan trouve comment attaquer les Frères, et le résultat de leur affrontement est terrible. Odda s'inquiète des intentions d'Uhtred, mais Alfred pense pouvoir contrôler Uhtred. Beocca apporte un peu d'espoir au bon endroit                  |                           |                      |                  |                      |                             |
| 5 | Prédictions d'outre-tombe | Jamie Donoughue (en) | Stephen Butchard | indéterminé          | Royaume-Uni : 13 avril 2017 |
| Un certain temps s'est écoulé depuis la bataille de Dunholm, mais Uhtred doit toujours servir Alfred, en tant que seigneur de la ville de Coccham, dans le Wessex. Malgré la paix qui régnait ces dernières années, des troubles se font jour en Est-Anglie, et Aethelwold rapporte à Uhtred une étrange histoire, ainsi qu'une proposition difficile à ignorer. Le caractère trempé d'Uhtred et son incapacité à rester en place créent des tensions avec Alfred quand ce dernier lui rend visite. Une rencontre inattendue avec Erik donne à réfléchir à Uhtred, les mettant, Gisela et lui, en danger                                                                       |                           |                      |                  |                      |                             |
| 6 | Irrésolution              | Jamie Donoughue (en) | Stephen Butchard | indéterminé          | Royaume-Uni : 20 avril 2017 |
| Winchester célèbre le mariage d'Aethelred et Aethelflaed, mais les festivités sont de courte durée car la guerre approche, et Alfred n'a plus guère d'alternative au combat. Alors que les rumeurs vont bon train, Alfred perd confiance en Uhtred, et ce dernier doit se cantonner à ses obligations de seigneur de guerre du Wessex. Aethelred prend du galon, mais commet une erreur fatale, permettant à Erik et Sigefrid de doubler les Saxons et faire régner la terreur |                           |                      |                  |                      |                             |
| 7 | La prisonnière            | Richard Senior       | Stephen Butchard | indéterminé          | Royaume-Uni : 27 avril 2017 |
| Aethelflaed a disparu. Aethelred et les Saxons retournent à Winchester pour apprendre la nouvelle au roi Alfred, tandis qu'Uhtred, bien décidé à découvrir la vérité par lui-même, rentre retrouver Gisela. Alfred se replie dans ses retranchements et Odda se demande si la volonté du roi et le bien du royaume sont en péril. Devra-t-il accorder sa loyauté à l'un ou à l'autre ? |                           |                      |                  |                      |                             |
| 8 | Les amants maudits        | Richard Senior       | Stephen Butchard | indéterminé          | Royaume-Uni : 4 mai 2017    |
| Quand le roi Alfred apprend le montant de la rançon d'Aethelflaed, et l'horreur qui attend sans doute sa fille si le Wessex ne la paie pas, il n'entrevoit qu'une solution, bien que celle-ci mette en péril son royaume. À Beamfleot, la suspicion est de mise et menace de faire échouer le plan des amants. Uhtred doit être prudent s'il veut s'assurer de libérer Aethelflaed et sauver le Wessex |                           |                      |                  |                      |                             |
| |                           |                      |                  |                      |                             |

### Saison 3 (2018)
Les dix épisodes, sans titres, ont été mis en ligne le 19 novembre 2018 sur Netflix.
| # | Titre      | Réalisation        | Scénario         | Audiences (millions) | Première diffusion |
| --- | ---------- | ------------------ | ---------------- | -------------------- | ------------------ |
| 1 | Épisode 1  | Erik Leijonborg    | Stephen Butchard | indéterminé          | 19 novembre 2018   |
| Le temps presse pour le roi Alfred dont la santé décline. Alors qu'il cherche encore un moyen d'unir les royaumes d'Angleterre, son plus grand guerrier, Uthred doit mener le Wessex dans la bataille contre le redoutable Bloodhair. Mais quand Uhtred est maudit par Skade, la divinatrice, la tragédie s'ensuit.                         |            |                    |                  |                      |                    |
| 2 | Épisode 2  | Erik Leijonborg    | Stephen Butchard | indéterminé          | 19 novembre 2018   |
| Quand Uthred commet un crime grave, le roi Alfred tente de tourner les évènements à son avantage. Poussé dans ses retranchements, Uthred riposte par un acte de violence qui le conduit à prendre la fuite. Le guerrier entreprend un nouveau voyage loin du Wessex et il emmène la divinatrice Skade avec lui.                             |            |                    |                  |                      |                    |
| 3 | Épisode 3  | Andy De Emmony     | Stephen Butchard | indéterminé          | 19 novembre 2018   |
| Bloodhair et Athelwold tentent d'amener Uthred à faire alliance avec eux dans leur lutte contre Alfred. Craignant pour sa vie, Aethelflaed se tourne vers le père Beocca pour obtenir de l'aide. |            |                    |                  |                      |                    |
| 4 | Épisode 4  | Andy De Emmony     | Stephen Butchard | indéterminé          | 19 novembre 2018   |
| Uthred prend la route pour aller secourir Aethelflaed. Alfred force Edward à faire face à son devoir. L'armée de Ragnar est en marche mais les traîtres émergent de l'intérieur. |            |                    |                  |                      |                    |
| 5 | Épisode 5  | Jon East           | Ben Vanstone     | indéterminé          | 19 novembre 2018   |
| Une trahison mortelle menace de briser l'armée de Ragnar. Uthred forme un plan de bataille rusé et trouve un allié inattendu chez le jeune Edward. |            |                    |                  |                      |                    |
| 6 | Épisode 6  | Jon East           | Sophie Petzal    | indéterminé          | 19 novembre 2018   |
| Edward lance l'attaque. Haesten est vaincu mais fuit le champ de bataille avec Skade. Sur la tombe de Ragnar, Uhtred retrouve Brida et il se réconcilient afin de le venger en tuant son meurtrier. |            |                    |                  |                      |                    |
| 7 | Épisode 7  | Jan Matthys        | Lydia Adetunji   | indéterminé          | 19 novembre 2018   |
| Uhtred est attaqué par les hommes d'Æthelwold qui est incarcéré à Winchester. Æthelwold est amené devant Alfred, qui ordonne qu'un de ses yeux soit pris comme punition pour ses actes. Uhtred et Sihtric reprennent Skade à Haesten et s'échappent en bateau.                                                                              |            |                    |                  |                      |                    |
| 8 | Épisode 8  | Jan Matthys        | Stephen Butchard | indéterminé          | 19 novembre 2018   |
| Alors que la noblesse de tout le pays se rend à Winchester pour le mariage d'Edward, Æthelwold et Sigebriht conspirent contre les ætheling et contre Uhtred. Alfred, sentant que la fin de sa vie est arrivée, avoue à Æls qu'Edward aura besoin d'Uhtred à l'avenir. Beocca organise une rencontre entre Uhtred et Alfred.                 |            |                    |                  |                      |                    |
| 9 | Épisode 9  | Ed Bazalgette (en) | Stephen Butchard | indéterminé          | 19 novembre 2018   |
| Alfred pardonne Uhtred. Alfred décède après qu'Uhtred ait confirmé qu'il restera pour s'assurer du couronnement d'Edward. Ælswith annule la grâce royale et Uhtred est enfermé dans une cellule. |            |                    |                  |                      |                    |
| 10 | Épisode 10 | Ed Bazalgette      | Stephen Butchard | indéterminé          | 19 novembre 2018   |
| Æthelwold et Æthelred négocient avec les Danois pour les laisser massacrer Edward et ses alliés. Le pardon d'Uhtred est confirmé par Edward, après quoi Uhtred se range du côté d'Edward et se prépare pour la bataille. Edward remporte sa première bataille comme les chroniques le mentionnent et Ragnar pénètre enfin dans le Valhalla. |            |                    |                  |                      |                    |
| |            |                    |                  |                      |                    |

### Saison 4 (2020)
Le tournage de cette saison s'est achevé en octobre 2019. Elle sera composée, comme la précédente, de dix épisodes.
La saison 4 est mise en ligne par Netflix le 26 avril 2020.
| # | Titre      | Réalisation        | Scénario       | Audiences (millions) | Première diffusion |
| --- | ---------- | ------------------ | -------------- | -------------------- | ------------------ |
| 1 | Épisode 1  | Ed Bazalgette (en) | Martha Hillier | indéterminé          | 26 avril 2020      |
| Alors que le Wessex vit des temps troublés, Uthred apprend que les défenses de Bebbanburg ont été affaiblies par les attaques écossaises et décide d'en profiter pour reprendre ce qui lui revient de droit. Mais lorsqu'il va demander de l'aide au roi Edward, ce dernier refuse. |            |                    |                |                      |                    |
| 2 | Épisode 2  | Ed Bazalgette      | Martha Hillier | indéterminé          | 26 avril 2020      |
| Alors qu'Uthred et ses hommes se rapprochent de Bebbanburg, le fils prodigue Whitgar revient dans la cité avec une troupe de mercenaires. Ignorant le danger qui les guette, Uthred envoie son propre fils en reconnaissance... Menés par Brida et Cnut, les danois attaquent la Mercie, tandis qu'Aethelred s'en prend aux femmes et aux enfants laissés derrière. A Winchester, la reine Aelswith tente de réparer une injustice.                                |            |                    |                |                      |                    |
| 3 | Épisode 3  | Sarah O'Gorman     | Charlotte Wolf | indéterminé          | 26 avril 2020      |
| Uthred subit une grande perte lors de son attaque sur Bebbanburg. Alors qu'il se retire vers le sud, il met la main sur deux précieux captifs. Tandis qu'Aethelflaed se prépare à la guerre, le roi Edward continue à refuser d'envoyer des troupes pour aider la Mercie. |            |                    |                |                      |                    |
| 4 | Épisode 4  | Sarah O'Gorman     | Jamie Crichton | indéterminé          | 26 avril 2020      |
| Aethelflaed et Uthred s'allient au roi Gallois Hywell pour affronter Cnut et ses mille guerriers à la bataille de Tettenhall, en espérant qu'ils seront rejoints par les troupes d'Edward. |            |                    |                |                      |                    |
| 5 | Épisode 5  | Andy Hay           | Martha Hillier | indéterminé          | 26 avril 2020      |
| Gravement blessé après la bataille, Aethelred tente de se repentir pour ses actions passées. Alors que les seigneurs de Mercie se disputent le pouvoir, le roi Edward décide d'utiliser sa nièce Aelflwynn comme monnaie d'échange. A la demande d'Aethelflaed, Uthred part aussitôt la chercher pour la protéger. D'autant plus que ses propres enfants se trouvent avec elle... Quant à Eadith, elle découvre le vrai visage de son frère, l'ambitieux Eardwulf. |            |                    |                |                      |                    |
| 6 | Épisode 6  | Andy Hay           | Martha Hillier | indéterminé          | 26 avril 2020      |
| Eardwulf et ses hommes poursuivent Uthred et les siens alors qu'ils ont pris la fuite dans une campagne ravagée par la maladie. Les tensions entre Edward et les merciens prennent de l'ampleur. Tandis qu'Aelswith arrive en Mercie, Brida se retrouve prisonnière à la cour du roi de Galles. |            |                    |                |                      |                    |
| 7 | Épisode 7  | David Moore        | Jamie Crichton | indéterminé          | 26 avril 2020      |
| Tandis que la maladie continue à ravager le pays, Aelfwynn tombe à son tour gravement malade. Edward propose une voie inattendue pour sortir la Mercie de la crise. Sigtryggr, le cousin de Cnut, débarque au Pays de Galles. |            |                    |                |                      |                    |
| 8 | Épisode 8  | David Moore        | Peter McKenna  | indéterminé          | 26 avril 2020      |
| Uthred se prépare à contrecœur à prendre le pouvoir en Mercie mais il a un autre plan en tête. Brida rejoint les danois pour attaquer le pays de Galles et fait un prisonnier de choix. Tandis qu'Aethelflaed peut une nouvelle fois compter sur le soutien d'Utred, le fils de ce dernier décide de suivre sa propre voie. |            |                    |                |                      |                    |
| 9 | Épisode 9  | Ed Bazalgette      | Martha Hillier | indéterminé          | 26 avril 2020      |
| Brida et Sigtryggr conduisent les danois à Winchester, guidés par le traître Eardwulf. Haesten tend une embuscade au groupe d'Uthred et s'empare de précieux captifs. |            |                    |                |                      |                    |
| 10 | Épisode 10 | Ed Bazalgette      | Martha Hillier | indéterminé          | 26 avril 2020      |
| En attendant les renforts de Mercie, Edward assiège Winchester. Uthred n'est pas convaincu que la conquête soit le but ultime de Sigtryggr. Stiorra cherche à suivre sa propre voie, tandis que Brida réclame vengeance. |            |                    |                |                      |                    |
| |            |                    |                |                      |                    |

### Saison 5 (2022)
Le tournage de cette saison s'est achevé en juin 2021. Elle est composée, comme la précédente, de dix épisodes.
La saison 5 est mise en ligne par Netflix le 9 mars 2022.
Elle marque la fin de la série et reçoit un excellent accueil de la part du public.

## Suite
Pour compléter la série, un film intitulé The Last Kingdom : Sept rois doivent mourir d'Edward Bazalgette est diffusé sur Netflix en avril 2023. Le film dépeint notamment la Bataille de Brunanburh.